# Chien de Montagne des Pyrénées
Der Chien de Montagne des Pyrénées, Pyrenäenberghund oder auch Patou ist eine von der FCI (FCI-Gruppe 2, Sektion 2.2, Standard Nr. 137) anerkannte französische Hunderasse.

## Herkunft und Geschichtliches
Seit über tausend Jahren werden große Herdenschutzhunde in den Pyrenäen zum Schutz der Schafherden vor Wölfen und Bären eingesetzt. Im Laufe des 15. Jahrhunderts dienten Patous vermehrt auch als Wachhunde in den Schlössern der Pyrenäen. Einen Höhepunkt ihrer Popularität erlebte die Rasse, als König Ludwig der XIV, der "Sonnenkönig", die Hunde in die Hauptstadt holte und den Louvre bewachen ließ. Grundsätzlich blieb die Hauptaufgabe der Patous aber der Dienst als Herdenschutzhund. Mitte bis Ende des 20. Jahrhunderts war die Rasse, wohl aufgrund der Ausrottung der großen Beutegreifer, beinahe ausgestorben. Eine Suche von Jaques Coly (Mitglied des Clubs der Pyrenäenberghunde) ergab eine Anzahl von 69 Hunden in Frankreich. Seit einigen Jahrzehnten erlebt der Pyrenäenberghund eine Renaissance. Neben seiner wachsenden Beliebtheit als Haushund gewinnt, durch die Rückkehr der Wölfe, seine Fähigkeit als Herdenschutzhund zunehmend an Bedeutung.

## Beschreibung
Der Pyrenäen-Berghund hat ein üppiges, dichtes und ziemlich langes Haarkleid. Die Unterwolle ist dicht und aus feinem Haar, wogegen das Deckhaar dick und eher rau ist. Die Haare um den Hals verdichten sich zu einer Mähne. An der Rute und an den Läufen ist das Fell außerdem länger. Die Fellfarbe ist rein weiß oder hellgelb mit oder ohne Abzeichen. Diese Abzeichen können hellgrau, hellgelb, lohfarben oder wolfsgrau sein und kommen an Kopf (ganze Maske möglich), an den Ohren und an der Schwanzwurzel vor.
Sein Vetter auf der spanischen Seite der Pyrenäen, der Mastín del Pirineo (Pyrenäen-Mastiff), unterscheidet sich von ihm nur unwesentlich. Frankreich und Spanien konnten sich nicht auf einen Standard einigen.
Die Rasse ist bis 80 cm groß und stämmig, wobei sie eher lang als hoch sein sollte. Sie besitzt einen muskulösen und geraden Rücken. Die Brust ist breit und tief. Der Kopf ist groß und V-förmig mit kleinen, dreiecksförmigen und flach anliegenden Schlappohren. Die Augen sind dunkelbraun und mandelförmig, die Nase ist immer tiefschwarz. Die dicht behaarte, buschige Rute schlägt über den Rücken einen Bogen, und die Pfoten sind kompakt.

## Wesen
Er ist aufmerksam, ausgeglichen, wachsam, mutig, intelligent, relativ selbstständig und abgehärtet. Er ist etwas eigensinnig, bellt wenig, aber laut, ist zäh und für seine Größe sehr beweglich. Er wird als gutmütig angesehen, ist aber Fremden gegenüber wachsam und misstrauisch. Der Pyrenäenberghund gilt als der langmütigste aller Herdenschutzhunde. Er hat einen natürlichen Schutztrieb und wurde über Jahrhunderte auf selbstständiges Handeln hin gezüchtet.

## Pflege
Die Rasse braucht sehr viel Bewegung. Da sie nicht jeden Befehl bedingungslos hinnehmen, sind Gehorsamkeitsübungen für sie die schlechtere Wahl. Man wird ihrem Bewegungsdrang am ehesten gerecht, wenn man mit ihnen lange Wanderungen unternimmt und sie auch ohne Leine laufen und spielen lässt. Diese Hunde kann man auch zum Ziehen von kleinen Wagen einsetzen oder auf einem großen Areal frei laufen lassen, wo sie ihr Territorium eigenständig kontrollieren.